# Vita agra di un anarchico
Vita agra di un anarchico. Luciano Bianciardi a Milano è un saggio del 1993 scritto da Pino Corrias.
Nel libro, Corrias racconta la biografia dello scrittore Luciano Bianciardi, ricostruendo i fatti salienti della sua vita in stretta connessione con il pensiero e l'opera letteraria dell'autore grossetano. Diviso in tre capitoli, 1. Grosseto, Kansas, 2. Al bar delle Antille, Milano e 3. Uscita Rapallo, il libro ripercorre le tappe che hanno portato a maturare il pensiero di Bianciardi, dalla provinciale realtà di Grosseto alla sua reclusione a Rapallo dopo l'esperienza milanese.
Scritto in taglio giornalistico, il saggio è anche ricco di aneddoti, storie e personaggi che hanno coinvolto Bianciardi a Grosseto e a Milano, interviste a persone che lo hanno conosciuto, come Maria Jatosti, sua compagna a Milano, e il collega e concittadino grossetano Carlo Cassola.
Edito per la prima volta nel 1993 da Baldini&Castoldi, Vita agra di un anarchico è considerato oggi come il libro che ha sancito il ritorno dell'opera di Bianciardi nel panorama culturale letterario italiano. Rimasto dimenticato per oltre vent'anni,
Bianciardi viene riscoperto e gli viene dato merito del suo contributo alla letteratura italiana contemporanea. Bompiani ristampa La vita agra, La battaglia soda e La solita zuppa e altre storie, mentre Feltrinelli torna a dare alle stampe Il lavoro culturale. Intanto nascono nuove edizioni di Bianciardi ad opera di ISBN Edizioni e della ExCogita, casa editrice fondata da Luciana Bianciardi, figlia dello scrittore. Tra il 2005 e il 2008 sono state stampate due opera omnia, gli Antimeridiani, che raccolgono tutta l'opera dell'autore grossetano. Nel 2011, Vita agra di un anarchico viene ristampato dalla Feltrinelli come Vita agra di un anarchico. Luciano Bianciardi a Milano. Nuova edizione riproponendo il testo in un nuovo formato, con alcuni aggiornamenti e una nuova prefazione.

## Edizioni
- Pino Corrias, Vita agra di un anarchico. Luciano Bianciardi a Milano, Baldini&Castoldi, 1993.
- Pino Corrias, Vita agra di un anarchico. Luciano Bianciardi a Milano. Nuova edizione, Feltrinelli, 2011.